# Скотт Гамільтон
Скотт Гамільтон  (англ. Scott Hamilton, 28 серпня 1958) — американський фігурист, олімпійський чемпіон.

## Виступи на Олімпіадах
| Олімпіада        | Дисципліна       | Місце |
| ---------------- | ---------------- | ----- |
| Лейк-Плесід 1980 | одиночний розряд | 5     |
| Сараєво 1984     | одиночний розряд | 1     |